# Ermita convento de Santa Ana (Albaida)
La ermita y convento de Santa Ana es un conjunto monumental situado en a unos dos kilómetros hacia el Puerto de Albaida, en el municipio de Albaida (Valencia), España. Es Bien de Relevancia Local con identificador número 46.24.006-010.

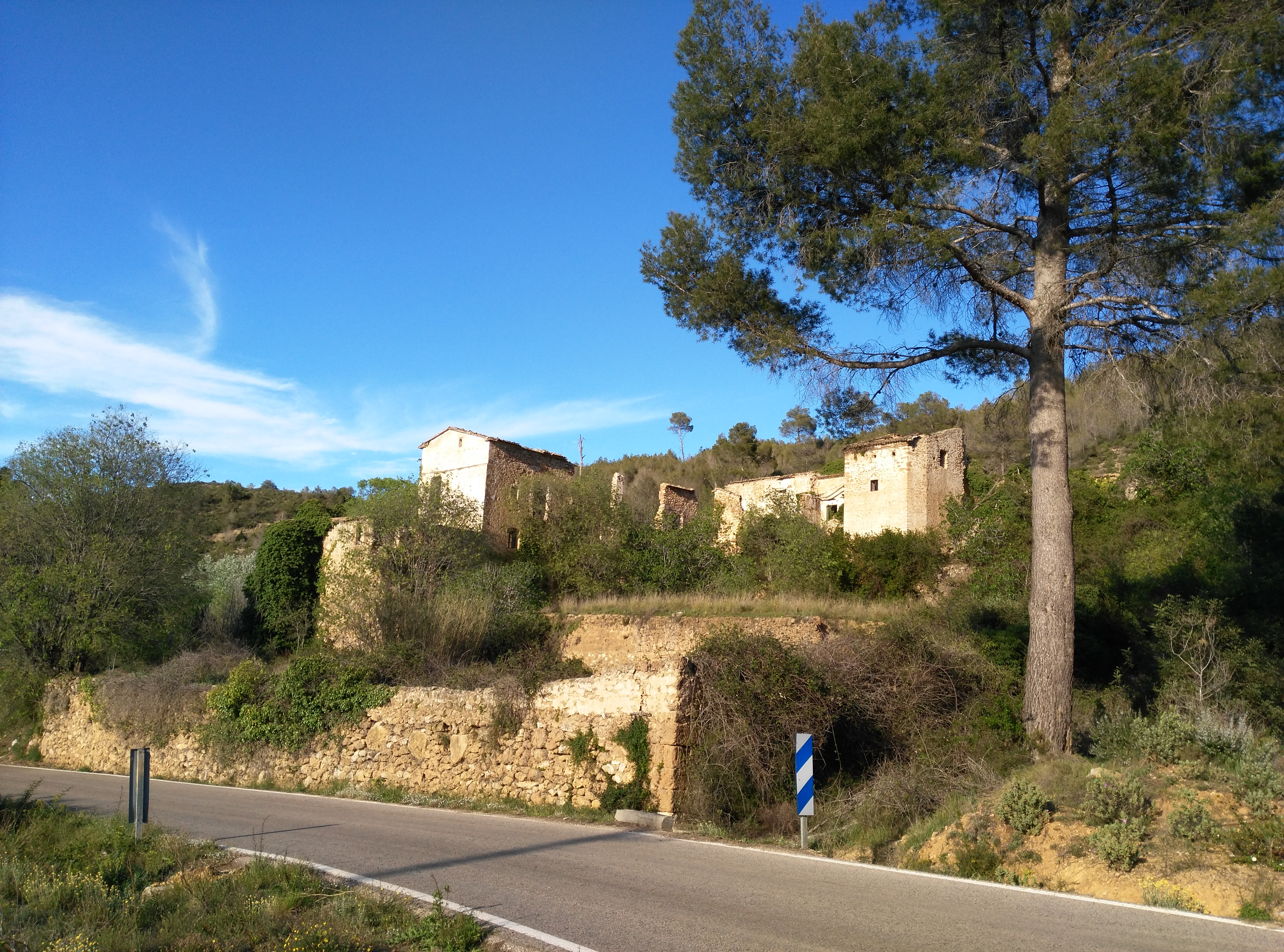
Convento de Santa Ana. Albaida

## Localización
El acceso, que a inicios del siglo XXI se encuentra en bastante mal estado, se realiza saliendo de Albaida por la carretera a Alcoy y tomando el desvío hacia Adzaneta. A unos 100 metros hay un camino de tierra a la derecha que conduce a las proximidades del monasterio. Los restos de la ermita se hallan en el jardín del convento.

## Historia

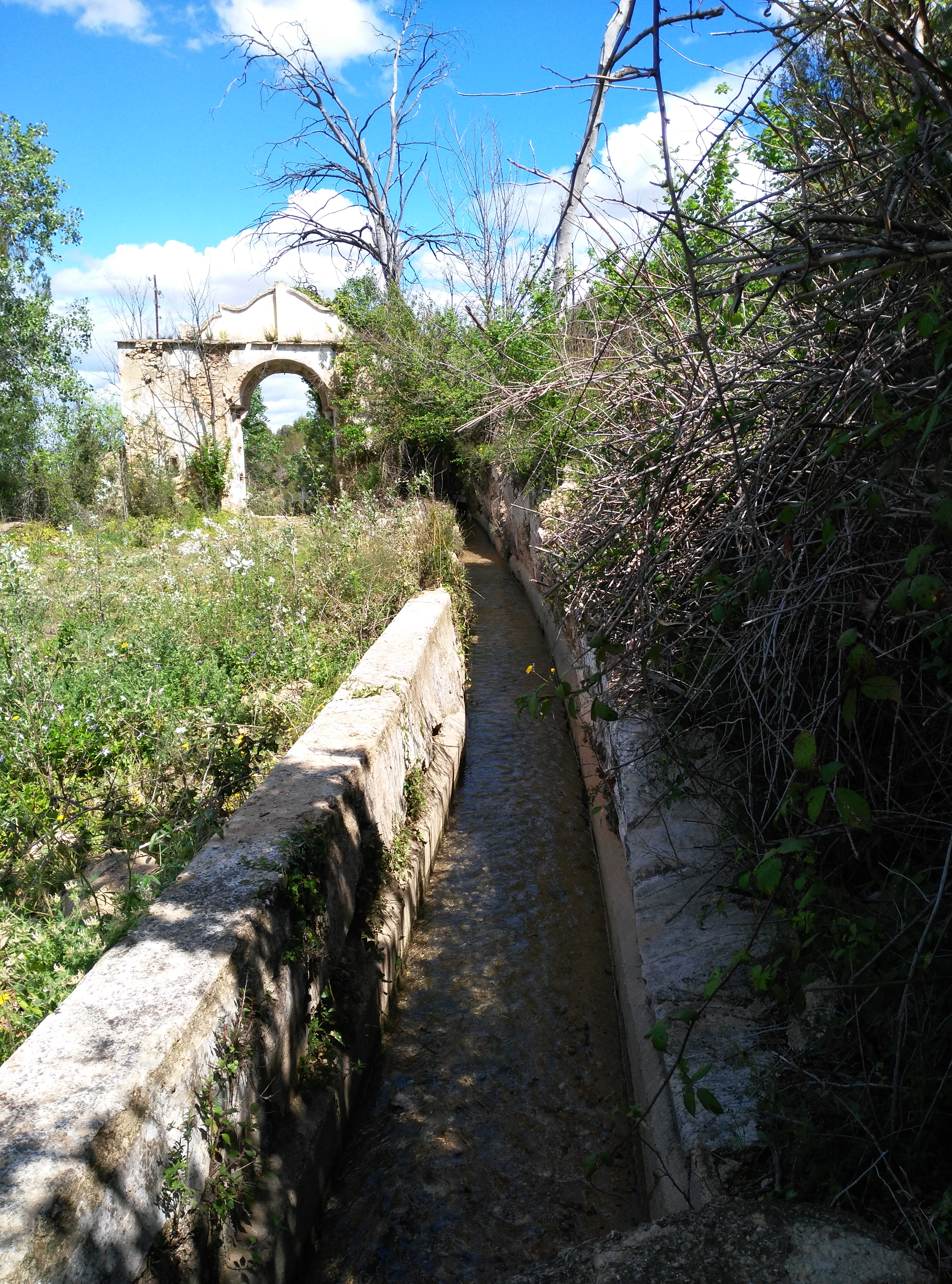
Acequia del Puerto a su paso por el interior del convento. Al fondo la antigua puerta de entrada al mismo.

La pieza más antigua del conjunto es la ermita, que estaba dedicada a Santa Ana y San Antonio Abad. Fue fundada hacia 1410 por doña Carroza de Vilaragut, señora de Albaida, Carrícola y Corbera. En aquel periodo fue visitada por San Vicente Ferrer.
El convento de dominicos dedicado a Santa Ana fue fundado en 1538 por el padre Joan Micó, para reafirmar la conversión de los moriscos de la zona. De este monasterio fue prior Luis Bertrán entre 1557 y 1560. La tradición lo considera escenario de numerosos milagros del santo valenciano, quien al parecer sentía gran devoción por Santa Ana.
Tanto el monasterio como la ermita se encuentran en ruinas, ya que fueron desmantelados a raíz de la Desamortización de Mendizábal. Desde entonces han pertenecido a diversos propietarios particulares, que no los han restaurado. Se conservan sus muros y algunas dependencias, entre ellas la almazara y una acequia que es uno de los pocos elementos que continúa en uso.

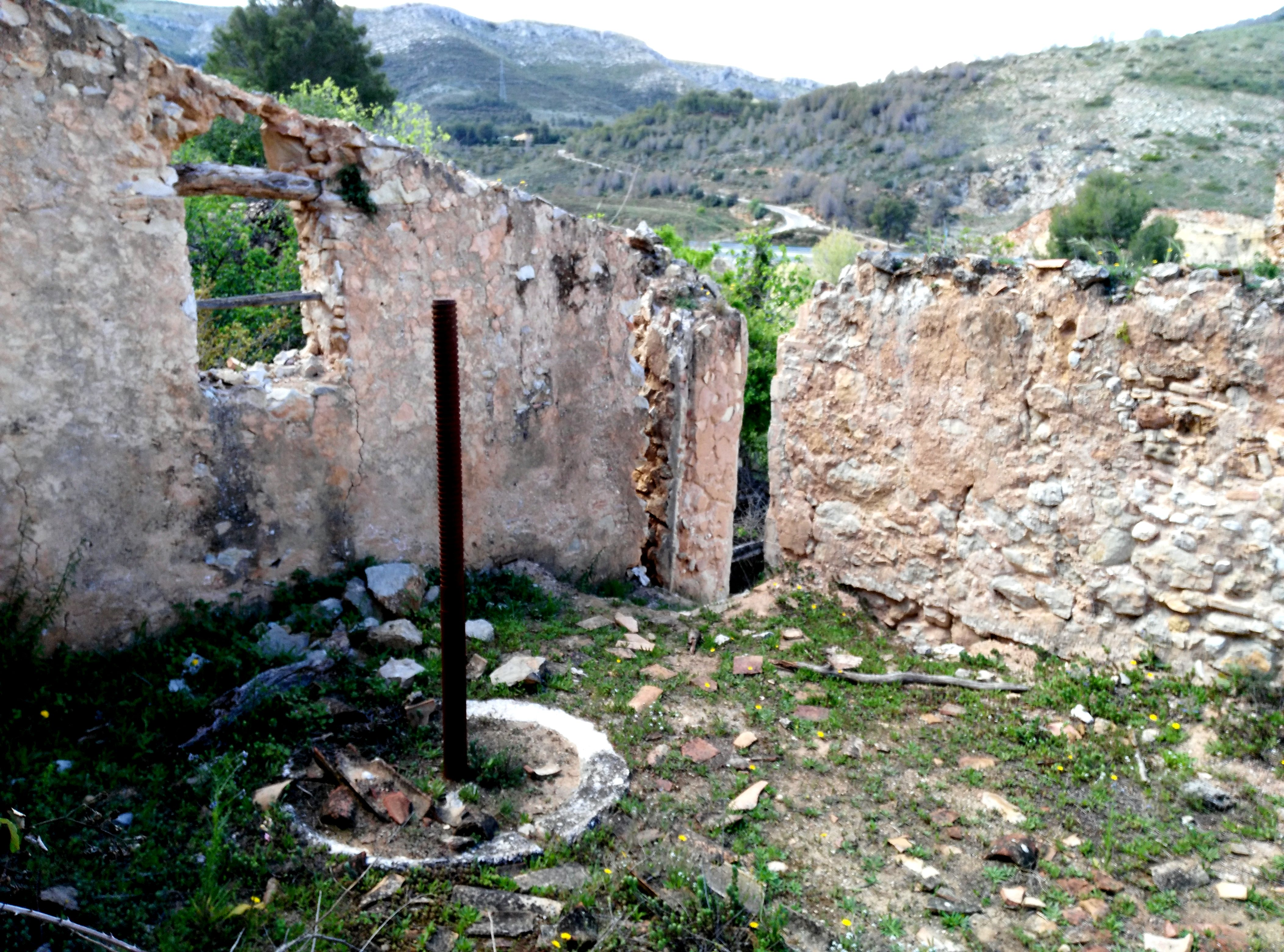
Restos molino de la almazara. Convento de Santa Ana. Albaida

## Descripción
La ermita es de planta rectangular, dotado de un sencillo cornisamiento y un alero formado por varias hileras de ladrillos. La puerta de acceso está adintelada y sobre ella se abre un vano, por encima del cual se entrevén las dovelas de la que debió ser originalmente la entrada. El interior está cubierto con bóveda de cañón y dividido en dos tramos por un arco que reposa sobre pilastras adosadas. La bóveda del presbiterio, elevado en gradas, es vaída cortada por cuatro arcos torales.